# Prionapteryx achatina
Prionapteryx achatina är en fjärilsart som beskrevs av Philipp Christoph Zeller 1863. Prionapteryx achatina ingår i släktet Prionapteryx och familjen Crambidae. Inga underarter finns listade i Catalogue of Life.